# Вигарано Майнарда
Вигара̀но Майна̀рда (на италиански: Vigarano Mainarda, на местен диалект Vigaràn Mainarda, Вигаран Майнарда) е градче и община в северна Италия, провинция Ферара, регион Емилия-Романя. Разположено е на 10 m надморска височина. Населението на общината е 7491 души (към 2010 г.).